# Низар, Дезире
Жан Мари Наполеон Дезире Низар (1806—1888) — французский критик и историк литературы, член Французской академии.
Начал работать в оппозиционных газетах — «Journal des débats» и «National». В 1831 г. вышел его роман «Le convoi de la laitière», столь неудачный, что Низар впоследствии скупал и уничтожал его.
В области истории литературы Низар дебютировал выдающимся трудом: «Études de mœurs et de critique sur les poètes latins de la décadence» (1834). Неустойчивость политических воззрений дала Низару возможность сделать учёно-административную карьеру, равно удачную при всех режимах. Во время июльской монархии он был депутатом, начальником отделения в министерстве народного просвещения и профессором в Collège de France.
Революция 1848 г. оставила его на время не у дел, но Наполеон III возвратил ему кафедру и назначил главным инспектором по высшему образованию (1853). Низар отплатил императору лекцией о двойной морали (1855), где доказывал студентам, что декабрьский переворот может быть оправдан с точки зрения высшей, более свободной морали. В 1857 г. назначен директором Нормальной школы, в 1867 г. сенатором.
Сочинения: «Histoire et description de la ville de Nimes» (1835), «Mélanges» (1838), «Précis de l’histoire de la littérature française» (1840), превосходная «Histoire de la littérature française» (1844—1861), «Études sur la Renaissance» (1855; об Эразме, Томасе Море и Меланхтоне), «Études de critique littéraire» (1858), «Études d’histoire et de littérature» (1859 и 1864), «Mélanges d’histoire et de littérature» (1868), «Les quatre grands historiens latins» (1875), «Renaissance et Réforme» (1877), «Discours académiques et universitaires» (1884), «Considérations sur la Révolution française et sur Napoléon I» (1887).
После его смерти вышли: «Souvenirs et notes biographiques» (1888) и «Aegri somnia, peusées et caractères» (1889).
В истории, как и в критике, Низар был типичным догматиком. Усматривая в истории французской литературы законченное рациональное построение, он видел в веке Людовика XIV кульминационный пункт, после которого вся история французской литературы есть история падения. Задача проследить из века в век развитие творчества народа заменялась у него блестящими панегириками гениальным представителям французского классицизма и беспощадным отрицанием всего дальнейшего движения. В Фенелоне он уже видит задатки своеволия и химерического направления мысли, а Руссо является в его глазах позднейшим олицетворением утопии. Его критика, основанная на классической традиции, избравшей себе девизом «здравый смысл», восстает против всякого новшества, ревностно «охраняя истину от угрожающих ей враждебных начал: непостоянства человеческого духа вообще и национального в частности» (Пелисье).